# Teffont Magna
Teffont Magna är en by i civil parish Teffont, i distriktet Wiltshire, i grevskapet Wiltshire, i England. Byn är belägen 15 km från Salisbury. Teffont Magna var en civil parish fram till 1934 när blev den en del av Teffont. Civil parish hade 172 invånare år 1931.